# Backdrop CMS
Backdrop CMS ist ein Open Source CMS (content management system), welches von einer Gemeinschaft entwickelt wird. Es ist in der Script-Sprache PHP, geschrieben und steht unter der GNU General Public License.
Backdrop CMS ist eine Abspaltung (ein sogenannter „Fork“) des CMS Drupal, der im Jahre 2013 von den Drupal-Entwicklern Nate Lampton (né Haug) und Jen Lampton angestoßen wurde. Es ähnelt daher in Art und Weise der Benutzung sowie in seinem Funktionsumfang der Version 7 von Drupal.  Das 2015 erschienene Projekt hat sich zum Ziel gesetzt, „Menschen die Möglichkeit zu geben, durch Zusammenarbeit und Open-Source-Software kostengünstig hochgradig angepasste Websites zu erstellen“. Das System wird dazu ständig weiter entwickelt.

## Geschichte
Das Backdrop CMS-Projekt wurde etwa zwei Jahre nach Beginn des Entwicklungszyklus von Drupal 8 abgespalten. Backdrop behielt daher einige der in Drupal Version 8 neu eingeführten Funktionen bei, schloss jedoch das Symfony-Framework und die meisten der vielen neuen Abhängigkeiten aus, die zu Drupal 8 hinzugefügt wurden. Die Gründer und frühen Mitwirkenden von Backdrop waren besorgt über die bedeutenden (und damals umstrittenen) Änderungen, die Drupal bevorstanden, und äußerten ihre Befürchtung, dass die Betreuer bestehender Drupal-Websites nicht in der Lage (oder nicht willens) sein würden, diese Änderungen vorzunehmen und die damit verbundenen finanziellen Mittel aufzubringen.

## Anforderungen
Die Installation von Backdrop CMS erfordert einen Webserver mit mindestens PHP 5.6 und MySQL 5.0.15 oder einer gleichwertigen Datenbank wie MariaDB. Alle Backdrop-Versionen werden auf PHP Version 5, PHP Version 7 und PHP Version 8 getestet. Der Backdrop-Kern und die Mehrheit der beigesteuerten Module werden auf der GitHub-Plattform entwickelt.

## Entwicklungsunterstützung
Docker-basierte lokale Entwicklungsumgebungen wie DDEV und Lando unterstützen Backdrop CMS sofort, indem sie Backdrop CMS als Installationsoption anbieten. Backdrop ist auch als Installationsoption auf der verwalteten Hosting-Plattform Pantheon verfügbar.
Es gibt Upgrade-Pfade für Entwickler, die Drupal 6- und Drupal 7-Sites auf Backdrop umstellen möchten. Kernkomponenten haben Upgrade-Pfade, ebenso wie einige der beliebteren zusätzlich bereitgestellten Ergänzungs-Module. Einige erfordern möglicherweise eine weitere Bearbeitung, um ein reibungsloses Upgrade zu gewährleisten.

## Organisation des Backdrop-Projektes
Backdrop CMS ist ein von der Backdrop-Community entwickeltes Projekt, das von einem Projektmanagementausschuss (PMC) geleitet wird, welcher dem jeweiligen PMC des Apache-Projekts nachempfunden ist. Das Projekt wird von freiwilligen Entwicklern auf der GitHub-Plattform gepflegt, wobei freigegebene Codebeiträge von Community-Mitgliedern überprüft und genehmigt werden. Am 26. November 2020 gab es 136 Mitwirkende am Kernprojekt von Backdrop auf GitHub und 92 Mitwirkende, die 717 von Benutzern beigesteuerte Module, Themes und Layouts pflegen. Die Backdrop-Community veranstaltet wöchentliche Webcasts zu Entwicklung, Design und Öffentlichkeitsarbeit, deren Aufzeichnungen auf YouTube verfügbar sind.
Backdrop CMS ist Mitglied der Software Freedom Conservancy. Diese Mitgliedschaft ermöglicht es Backdrop CMS, als gemeinnützige Initiative zu agieren, ohne über eine eigene Unternehmensstruktur, Verwaltungsdienste oder eine Rechtsabteilung verfügen zu müssen.

## Integration
CiviCRM, das Open-Source-CRM mit Schwerpunkt auf gemeinnützigen Organisationen, unterstützt offiziell neben Wordpress und Drupal auch Backdrop. Das Webform-Modul CiviCRM wurde ebenfalls von Drupal auf Backdrop portiert und kann für komplexere Integrationen zwischen CiviCRM und Backdrop verwendet werden. Um von einem Smartphone auf CiviCRM zugreifen zu können, verwendet man CiviMobile.